# Jan Vacek
Jan Vacek (ur. 10 maja 1976 w Pradze) – czeski tenisista, reprezentant w Pucharze Davisa.

## Kariera tenisowa
Karierę tenisową Vacek rozpoczął w 1996 roku, a zakończył w 2008 roku.
W grze pojedynczej wygrał jeden turniej kategorii ATP World Tour, we wrześniu 2001 roku na nawierzchni twardej w Costa do Sauípe, pokonując w finale  Fernando Meligeniego.
W grze podwójnej osiągnął jeden finał z cyklu ATP World Tour, w czerwcu 2004 roku w ’s-Hertogenbosch na podłożu trawiastym. Partnerem deblowym Czecha był wówczas Lars Burgsmüller.
W 2002 roku zagrał jedyny raz w reprezentacji Czech w Pucharze Davisa. Zmierzył się z Flávio Sarettą w ramach meczu I rundy grupy światowej. Spotkanie zakończyło się porażką Vacka.
W rankingu singlowym Vacek najwyżej był na 61. miejscu (5 sierpnia 2002), a w klasyfikacji deblowej na 115. pozycji (25 kwietnia 2005).

### Finały w turniejach ATP World Tour
| Legenda                                      |
| -------------------------------------------- |
| Wielki Szlem                                 |
| Igrzyska olimpijskie                         |
| Tennis Masters Cup / ATP Finals              |
| ATP Masters Series / ATP Tour Masters 1000   |
| ATP International Series Gold / ATP Tour 500 |
| ATP International Series / ATP Tour 250      |

#### Gra pojedyncza (1–0)
| Końcowy wynik | Nr | Data             | Turniej         | Nawierzchnia | Przeciwnik        | Wynik finału     |
| ------------- | -- | ---------------- | --------------- | ------------ | ----------------- | ---------------- |
| Zwycięzca     | 1. | 16 września 1999 | Costa do Sauípe | Twarda       | Fernando Meligeni | 2:6, 7:6(2), 6:3 |

#### Gra podwójna (0–1)
| Końcowy wynik | Nr | Data            | Turniej          | Nawierzchnia | Partner          | Przeciwnicy           | Wynik finału     |
| ------------- | -- | --------------- | ---------------- | ------------ | ---------------- | --------------------- | ---------------- |
| Finalista     | 1. | 20 czerwca 2004 | ’s-Hertogenbosch | Trawiasta    | Lars Burgsmüller | Martin Damm Cyril Suk | 3:6, 7:6(7), 3:6 |